# Московський залізничний вузол

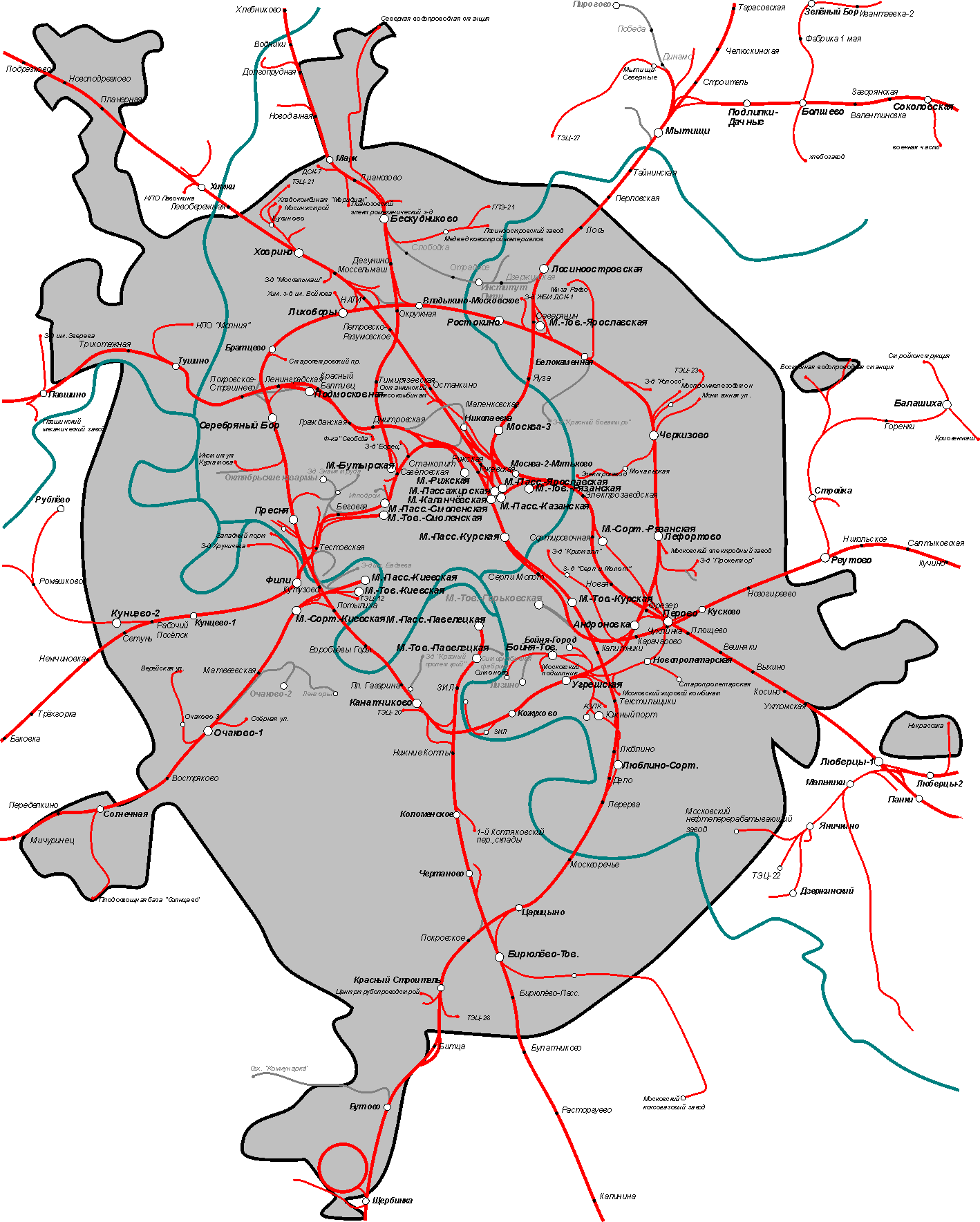
Центральна частина московського залізничного вузла (у попередніх межах Москви до 1 липня 2012)

Московський залізничний вузол — єдиний залізничний комплекс, сформований і функціонуючий в масштабах Московського регіону. Сформувався наприкінці XIX століття. До теперішнього часу зберігає основний обсяг пасажирських і вантажних перевезень.

## Склад і структура московського залізничного вузла
До складу московського залізничного вузла, що має радіально-кільцеву структуру, входять:
- Радіальні напрямки від 9 вокзалів Москви: 10 напрямків Московської залізниці (Савеловський, Ярославський, Рязанський, Казанський, Горьківський, Курський, Павелецький, Київський, Смоленський, Ризький) і дільниця Октябрської залізниці (Ленінградський напрямок)
- Мале кільце МЗ
- Велике кільце МЗ[1]

Загальна довжина колій в межах Москви (до 1 липня 2012 року) — 190 км. Московський вузол електрифіковано, постійним струмом на 90%. У межах Москви розташовані 8 сортувальних станцій (в межах МКАД три станції - Перово, Любліно, Лосиноострівська), 52 вантажні станції (з урахуванням сортувальних), 9 пасажирських, 3 технічних пасажирських станції, 4 моторвагонних депо для потягів приміських поїздів. На території Москви функціонує 88 зупинних пунктів (включно з пасажирськими станціями) для приміських-міських пасажирів. Має зручні пересадки на Московський метрополітен з усіх вокзалів, а також з деяких станцій/платформ в межах Москви. Існує швидкісне сполучення з трьома основними аеропортами Москви (аероекспрес). В цілому вузол розташовано в межах Великого кільця Московської залізниці.

## Напрямки московського залізничного вузла
Напрямки по сторонах світу для радіальних напрямків в повному обсязі збігаються з розташуванням вокзалів щодо центру Москви. З деяких вокзалів відправляються електропоїзди на більш ніж один напрямок. Не всі вокзали є тупиковими, їх пов'язує Олексіївська сполучна лінія, по якій існує наскрізний рух з одного напрямку на інший.
Радіальні напрямки та їх тупикові відгалуження (за годинниковою стрілкою):
- Московський напрямок Жовтневої залізниці
  - Головний хід: Москва-Пасажирська - Хімки - Крюково - Клин - Твер
  - Відгалуження: Решетниково - Конаково-ГРЕС

- Савеловський напрямок Московської залізниці
  - Головний хід: Москва-Бутирська - Лобня - Дмитров - Савелово
  - Відгалуження:
    - Шереметьевська - Аеропорт Шереметьєво
    - Вербилки - Дубна
- Ярославський напрямок Московської залізниці
  - Головний хід: Москва-Пасажирська-Ярославська - Митищі - Александров - Балакірєва
  - Відгалуження:
    - Митищі - Болшево - Фрязино
    - Софрон - Красноармійськ
- Горьківський напрямок Московської залізниці
  - Головний хід: Москва-Пасажирська-Курська - Фрязево - Пєтушки - Владимир
  - Відгалуження:
    - Реутово - Балашиха
    - Фрязево - Захарово
    - Павловський Посад - Електрогорськ
- Казанський напрямок Московської залізниці
  - Головний хід: Москва-Пасажирська-Казанська - Люберці - Черусти
  - Відгалуження: Кривандино - Рязановки (без прямого сполучення від Москви)
- Рязанський напрямок Московської залізниці
  - Головний хід: Москва-Пасажирська-Казанська - Люберці - Голутвин - Рязань
  - Відгалуження: Голутвин - Озери (без прямого сполучення від Москви)
- Павелецький напрямок Московської залізниці
  - Головний хід: Москва-Пасажирська-Павелецька - Домодєдово - Кашира - Ожерельє - Узуново
  - Відгалуження:
    - Домодєдово - Аеропорт Домодєдово
    - Хорда Ожерельє — вузлова (без прямого сполучення від Москви з 2001 року)
- Курський напрямок Московської залізниці
  - Головний хід: Москва-Пасажирська-Курська — Подольск — Серпухов — Тула I-Курська
- Київський напрямок Московської залізниці
  - Головний хід: Москва-Пасажирська-Київська — Апрелівка — Нара — Малоярославець — Калуга II
  - Відгалуження:
    - Сонячна — Новопеределкино
    - Лісовий Городок — Аеропорт Внуково,
    - Хорда Тихонова Пустинь — Калуга-1
- Смоленський напрямок Московської залізниці
  - Головний хід: Москва-Пасажирська-Смоленська - Кунцево - Одинцово - Можайськ — Бородіно
  - Відгалуження:
    - Робочий Селище — Усово,
    - Голіцино — Звенигород
- Ризький напрямок Московської залізниці
  - Головний хід: Москва-Ризька — Красногорськ — Волоколамськ — Шаховська

Інші лінії в порядку від центру вузла:
- Олексіївська сполучна лінія — сполучає кілька напрямків всередині Москви. Основний хід Москва-пас.-Смоленська - Москва-пас.-Курська.
- Митьковска сполучна лінія — сполучає кілька напрямків всередині Москви. Основний хід Москва-пас.-Казанська - Миколаївка.
- Мале кільце МЗ — сполучає всі напрямки всередині МКАД. Пасажирське сполучення розпочато з 10 вересня 2016 року в режимі міської електрички, інтегрованої з Московським метрополітеном з оплати проїзду. Система міського поїзда іменується «Московське центральне кільце».
- Залізниця Митищі — Фрязево — сполучає Ярославський і Горьківський напрямки в Московській області. Обслуговується приміськими поїздами тільки Ярославського напрямку.
- Велике кільце МЗ — сполучає всі напрямки на відстані 15-30 км від МКАД з можливістю пересадки з однією на іншу. Деякі дільниці мають «пряме» сполучення з радіальними напрямками (з вокзалами Москви або з іншими станціями).

Є також деякий перетин радіальних напрямків у Москві з можливістю пересадки один на одного.